# Frithville
Frithville – wieś w Anglii, w hrabstwie Lincolnshire. Leży 40 km na południowy wschód od Lincoln i 170 km na północ od Londynu.